# Accident a la mina de potassa de Cabanasses de 2023
L'accident a la mina de potassa de Cabanasses fou un despreniment de roques a l'interior d'una les galeries de la mina de Cabanasses d'ICL Iberia a Súria (Súria), ocorregut a 650 metres de profunditat, el 9 de març de 2023 poc abans de les nou del matí. El succés provocà tres víctimes mortals, dos dels quals eren estudiants de màster a l'Escola Politècnica Superior d'Enginyeria de Manresa (EPSEM).